# Katawixí
El katawixí (catawishí) és una llengua catuquines que es parlava als marges del riu Jacareuba, a l'estat de l'Amazones (Brasil). Està gairebé extingit entre el poble katawixí (uns 250 individus), tot i que un grup no contactat proper podria parlar katawixí (Queixalós i Anjos GS 2007: 29, citat a Hammarström 2010: 194). El 1997 es va produir l'últim informe de contacte. Només un grapat de tribus aïllades encara parlen aquesta llengua, potser uns 10 individus.